# Trader Joe's
Trader Joe's er en amerikansk discountbutikskæde med 569 supermarkeder og hovedkvarter i Monrovia, Californien.
Den første Trader Joe's butik blev åbnet i 1967 af Joe Coulombe i Pasadena, Californien. Virksomheden blev opkøbt af Aldi i 1979.